# Markthalle III
Die Markthalle III in der Berliner Friedrichstadt entstand in der ersten Phase des kommunalen Bauprogramms für die Berliner Markthallen zwischen 1884 und 1886.
Die Kleinmarkthalle sollte im Zusammenspiel mit der Zentralmarkthalle am Alexanderplatz und den anderen Kleinmarkthallen die ausreichende Versorgung der ständig wachsenden Bevölkerung Berlins mit günstigen und unverdorbenen Lebensmitteln sicherstellen und die Straßen und Plätze von den zunehmend als unhygienisch und als Verkehrshindernis empfundenen Wochenmärkten befreien. Die Halle schloss 1910 wegen Unrentabilität und beheimatete anschließend das Berliner Konzerthaus Clou, in dem Adolf Hitler am 1. Mai 1927 erstmals als Redner in Berlin auftrat. Zum Ende des Zweiten Weltkriegs wurde das Bauensemble weitgehend zerstört. Das noch vorhandene Vorderhaus steht seit dem beginnenden 21. Jahrhundert unter Denkmalschutz und wurde 2006 umfassend restauriert.

## Überblick
Die Markthalle III stand im Innenbereich zwischen der Zimmerstraße 90/91 und der Mauerstraße 82 in der Friedrichstadt im Berliner Zeitungsviertel. Der erhaltene Baurest war das Vorderhaus an der Zimmerstraße. Das Gebäude gehörte zum Bauprogramm der insgesamt 14 Berliner Markthallen, die zwischen 1884 und 1892 in drei Bauphasen nach Plänen des Stadtbaurats Hermann Blankenstein, August Lindemann und seinem Büro. Die erste Bauphase war 1886 abgeschlossen.
Der um 1900 einsetzende Wandel der Friedrichstadt vom Wohn- zum Geschäftsviertel und die damit verbundene Abnahme der Wohnbevölkerung ließ den Betrieb der Markthalle unrentabel werden. Zusätzlich machten die gerade eröffneten Kaufhäuser den dunklen Markthallen die Kundschaft abtrünnig. So schloss der Berliner Magistrat die Verkaufseinrichtung und verpachtete sie am 1. April 1910 vorerst für 15 Jahre an das Gastronomieunternehmen Hoffmann & Retschlag, das die Halle 1910 durch den Architekten Johannes Kraaz zum Berliner Konzerthaus Clou umbauen ließ. Das seinerzeit größte Vergnügungslokal Berlins diente neben Konzerten auch für politische Veranstaltungen wie dem erwähnten Hitlerauftritt.
Nach Aufteilung und Verkauf des Grundstücks Ende der 1930er Jahre an den ehemaligen Pächter Hoffmann & Retschlag und an den Franz-Eher-Verlag, der an der Zimmerstraße seine Berliner Niederlassung einrichtete, zogen Redaktionen und Druckerei verschiedener nationalsozialistischer Propagandazeitschriften in das Vorderhaus an der Zimmerstraße ein. Das kriegsbedingt geschlossene Vergnügungslokal diente im Februar 1943 während der Fabrikaktion als Sammellager für verhaftete Juden vor der Deportation. Am Ende des Zweiten Weltkriegs wurde der Markthallenkomplex bis auf das Vorderhaus an der Zimmerstraße zerstört.
Der unter Denkmalschutz stehende Überrest der einst ausgedehnten Markthallenanlage erinnert an die Anstrengungen zur Lebensmittelversorgung der Berliner Bevölkerung im 19. Jahrhundert, an das Nachtleben und die Vergnügungskultur vor dem Zweiten Weltkrieg, aber auch an das dunkle Kapitel deutscher Geschichte im Nationalsozialismus.

## Bauphase und Eröffnung

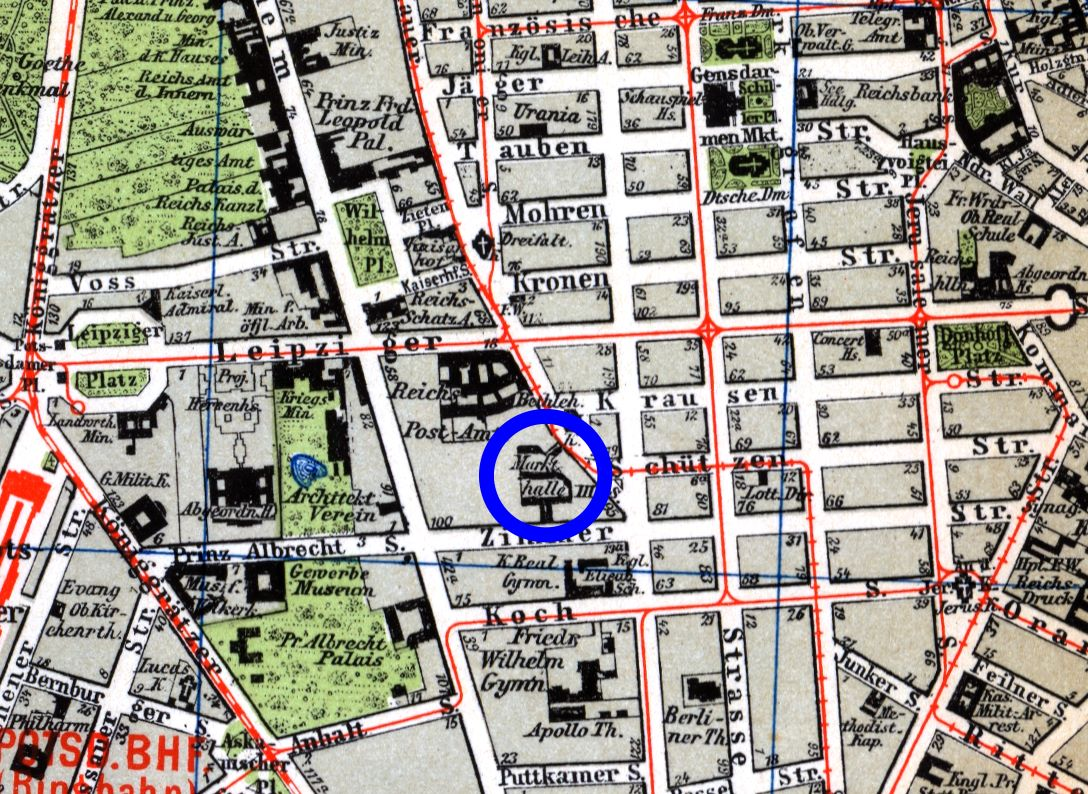
Lage der Markthalle III (durch den blauen Kreis markiert) mit ihrem Umfeld auf einem Stadtplan von 1896

Die gleichzeitig geplante Markthalle II an der Ecke Linden-/Friedrichstraße allein konnte den Bedarf der bevölkerungsreichen Friedrichstadt nicht decken. Für den Bau der zweiten Markthalle der Friedrichstadt erwarb die Stadt Berlin im Mai 1883 die Grundstücke Mauerstraße 82 und Zimmerstraße 89–91 für 850.600 Mark. Nach der Erteilung der Baugenehmigung durch die Stadtverordnetenversammlung am 21. Mai 1884 begannen die Bauarbeiten bereits am 23. Juli 1884. Im Oktober 1884 gerieten die Vorbereitungen durch einen Konflikt zwischen dem Magistrat und dem Königlichen Polizeipräsidium jedoch ins Stocken. Das Präsidium forderte für alle Markthallen die Einteilung der Holzbedachung durch vier Meter breite, unbrennbare Streifen in Segmente von maximal 1600 Quadratmeter Größe und die Verbreiterung der Durchfahrten durch die Vorgebäude und Portale auf neun Meter. Die Verbreiterung der Durchfahrten war zumindest für die Durchfahrt an der Mauerstraße nicht möglich, da das Grundstück an der Straße eine zu geringe Breite aufwies. Die am 20. Oktober 1884 eingestellten Arbeiten ruhten bis zum Entscheid des Ministers des Innern am 22. April 1885, der mehrheitlich zugunsten des Magistrats ausfiel, es konnte also weitergebaut werden.
Die Markthalle III wurde am 3. Mai 1886 ihrer Bestimmung übergeben und gleichzeitig mit der Zentralmarkthalle am Alexanderplatz und den anderen Kleinmarkthallen der ersten Bauphase eröffnet. Die neu Halle ersetzte die Wochenmärkte auf dem Gendarmenmarkt, dem Dönhoffplatz und dem Potsdamer Platz, die geschlossen wurden. Die Bau- und Einrichtungskosten für die Markthalle und das Vorderhaus an der Mauerstraße summierten sich auf 644.267 Mark. Die Kosten für das Vordergebäude an der Zimmerstraße trug die Städtische Sparkasse, die darin ihre Geschäftsräumlichkeiten einrichtete.

## Das Baugrundstück

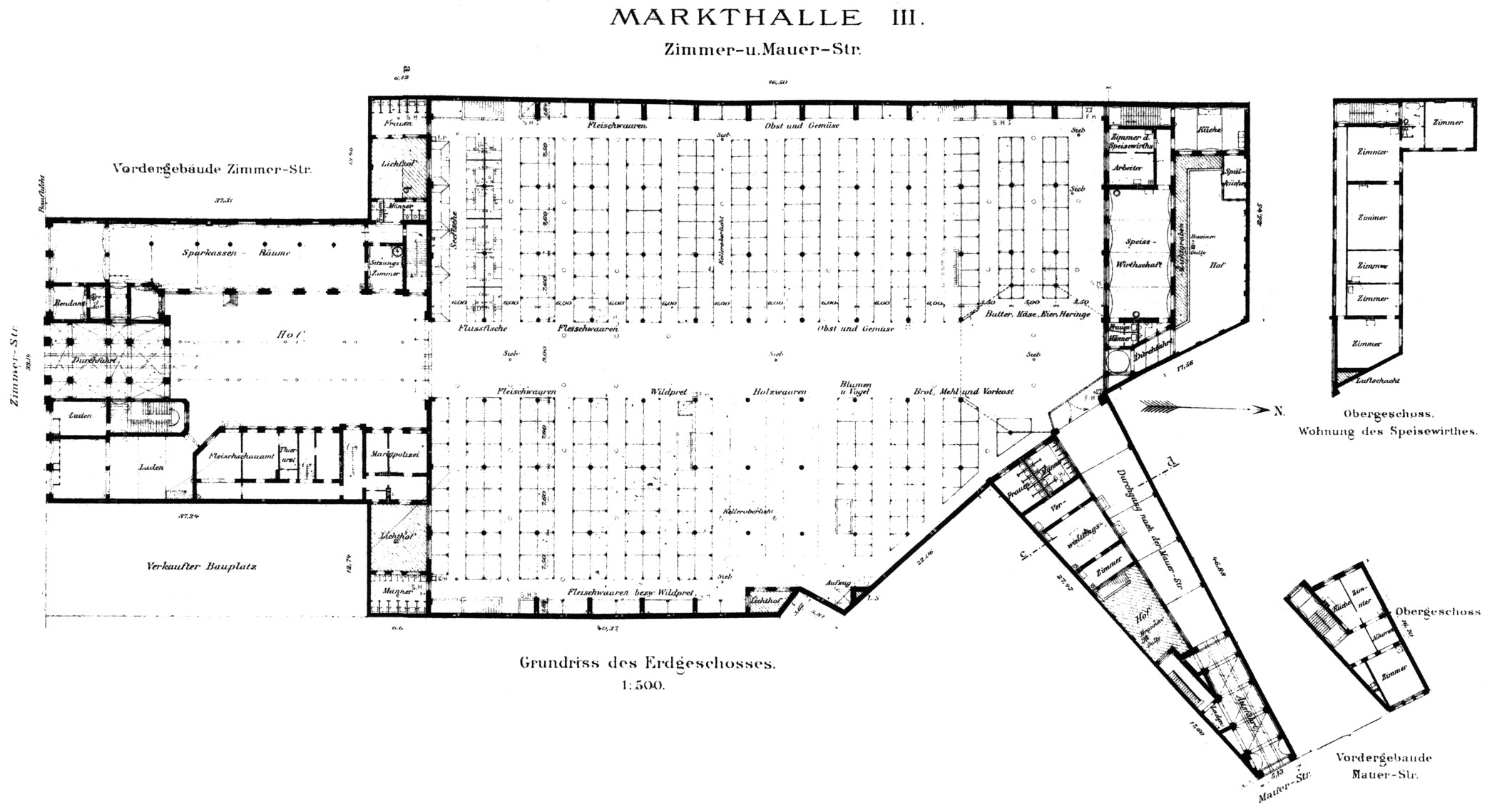
Unregelmäßig geformte Parzelle mit dem Grundriss des Erdgeschosses

Die unregelmäßig geformte Bauparzelle setzte sich zusammen aus einem Rechteck von 37,31 m × 46,14 m entlang der Zimmerstraße. Die im nebenstehenden Grundriss als „verkaufter Bauplatz“ bezeichnete Parzelle von 13 Meter Länge an der Straßenfront und 37,24 Meter Tiefe trennte die Stadt Berlin an der östlichen Seite vom ursprünglich gekauften Grundstück ab und verkaufte sie als Zimmerstraße 89. So reduzierten sich die Grundstückskosten im teuren Bereich der Innenstadt und entlasteten das angespannte Budget für das Markthallenbauprogramm. Für die auf dem Hinterland der Parzelle errichtete Markthalle stellte dies keine Einschränkung dar, da die verbleibende Breite an der Straße bei weitem für das Vorderhaus und die Durchfahrt reichten.
Daran schloss sich ein Rechteck von 59,60 m × 98,45 m mit abgeschnittener Ecke an. Diese Grenzlinie, ungefähr von der Mitte der nördlichen zur Mitte der östlichen Seite, folgte annähernd dem Verlauf der Mauerstraße. In der Mitte dieser schrägen Grenzlinie fügte sich das schmale, 45,95 Meter tiefe keilförmige Grundstück Mauerstraße 82 an, das an der hinteren Grundstücksgrenze 16,9 Meter breit war und dessen Breite an der Straße von 5,13 Metern gerade noch für die anzulegende Durchfahrt genügte.

## Der Markthallenkomplex

### Überblick
Der Markthallenkomplex zeigt mit der Markthalle im Grundstücksinnern und den beiden Vordergebäuden mit den Durchfahrten die typischen Elemente der Hallen des kommunalen Bauprogramms, die nicht als freistehende Hallen errichtet wurden. Hermann Blankenstein plante die Vorderhäuser vielfach als gemischte Wohn- und Geschäftshäuser mit Ladengeschäften im Erdgeschoss und Wohnungen in den oberen Etagen. Bei der Markthalle III ließ sich als Besonderheit mit der Filiale der Städtischen Sparkasse im Vordergebäude an der Zimmerstraße neben der Markthalle eine weitere städtische Bauaufgabe erledigen.

### Vordergebäude an der Zimmerstraße
Haus, Hof, Seitenflügel und Durchfahrt

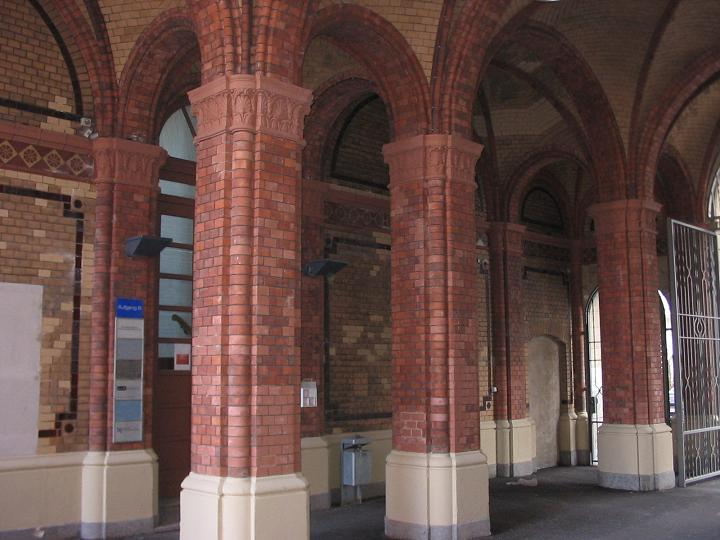
Durchfahrt mit Kreuzrippengewölbe, gestaltet mit hellgelben und hellroten Klinkern und Formsteinen

Auf dem Grundstück an der Zimmerstraße 90/91 entstand „auf Kosten der städtischen Sparkasse“ ein viergeschossiges, 13,8 Meter tiefes Vorderhaus mit zwei Seitenflügeln von 8,87 Meter an der westlichen und 9,08 Meter Tiefe an der östlichen Grundstücksgrenze. Es enthielt neben der 3,6 Meter breiten Durchfahrt zur Markthalle links und rechts je einen 1,6 Meter breiten Durchgang für Fußgänger. Fahrrinnen aus Granit in der Durchfahrt, wie im angrenzenden Hof, lenkten den Wagenverkehr. Zwischen den Fahrrinnen war sie mit Eisenklinkern gepflastert, die übrige Hoffläche war asphaltiert. Eiserne Pfosten mit dazwischen gespannten Ketten trennten den Wagen- vom Fußgängerverkehr. Die mit hellroten Klinkern und Formsteinen ausgeführten Pfeiler, Gurte und Kreuzrippen der 6,0 Meter hohen Durchfahrt kontrastierten mit den hellgelb verblendeten Gewölben und Wandflächen, belebt durch Streifen eingelegter blaugrün glasierter Ziegel. Bei Dunkelheit erhellten zwei Bogenlampen von 9 Ampere die Durchfahrt bei Bedarf.
Die Geschäftsräume der Städtischen Sparkasse im Erdgeschoss der linken Haushälfte und des zugehörigen Seitenflügels waren gegen die Durchfahrt und den anschließenden Hof orientiert. Die Kunden betraten die Filiale durch ein Portal in der Durchfahrt. Die ungefähr einen Meter über Straßenniveau liegenden Räume umfassten das Zimmer des Rechnungsführers (im Plan als Rendant bezeichnet) mit dahinterliegendem Tresorraum, der Halle für den Publikumsverkehr, einem Sitzungszimmer für das Kuratorium und Abortanlagen. Eine Wendeltreppe im Sitzungszimmer führte zur Registratur der Sparkasse im Obergeschoss des Seitenflügels.
Im Erdgeschoss des rechten Flügels, nur wenige Zentimeter über Straßenniveau, befanden sich ein großer und ein kleiner Laden sowie das Haupttreppenhaus des Wohnhauses. Der rechte Seitenflügel war ursprünglich als Wohnung für den Mieter des größeren Ladens geplant. Das auf Ebene der Markthalle liegende Erdgeschoss musste jedoch als Planungsänderung dem Fleischschauamt zugewiesen werden und die darunter liegenden Kellerräume beanspruchte die Marktpolizei zur Lagerung konfiszierten Fleisches und anderer beanstandeter Marktwaren. Nur das darüberliegende 2,5 Meter hohe Zwischengeschoss konnte wie geplant vermietet werden.
In den drei oberen Geschossen des Vorderhauses vermietete die Stadt Berlin je zwei große Wohnungen, die das Vorderhaus und je einen Seitenflügel umfassten, und eine kleine Wohnung im östlichen Seitenflügel.
Fassade
|  |
|  |
|  |
|  |

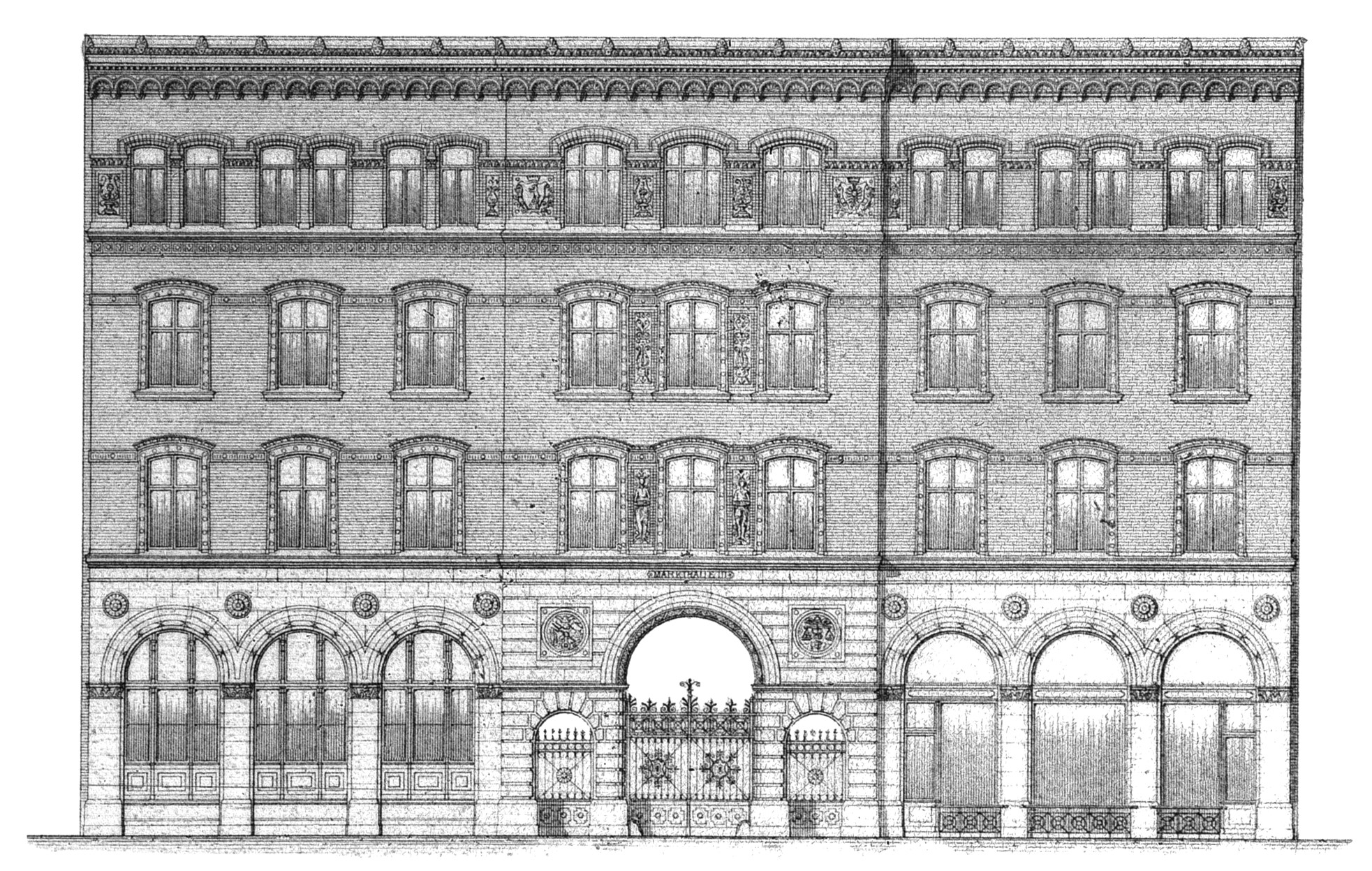
Spätklassizistische Fassade an der Zimmerstraße

Die spätklassizistische Fassade steht in der Tradition der Schinkelschule. Blankenstein verwendete eine Kombination von Sandstein und Backstein in Form von Klinkern, Formsteinen und Terrakotten in hellgelben und hellroten Farbtönen. Der 10,2 Meter breite, dreiachsige Mittelrisalit tritt gegen die beiden ebenfalls dreiachsigen Seitenfassaden um 25 Zentimeter leicht vor die Gebäudeflucht und betont den Zugang zur Markthalle. Das ungefähr 5,8 Meter hohe Rundbogenportal der breiten Durchfahrt in der Mittelachse wird links und rechts von den zwei 3,3 Meter hohen Rundbogenportalen der Fußgängerdurchgänge flankiert. Mit reich verzierten schmiedeeisernen Gittern ließen sich diese Öffnungen verschließen.
Über dem Scheitel des Mittelbogens verwies die (inzwischen nicht mehr vorhandene) Inschrift Markthalle III auf die Bestimmung des Gebäudes. Zwei quadratisch umrahmte Sandsteinmedaillons über den Fußgängerdurchgängen illustrieren die Funktion der Markthalle bildlich. Im rechten Medaillon steht der von zwei Schlangen umschlungene Hermesstab als allgemeines Symbol für Handel und Wirtschaft. Der Stab ist gleichzeitig die Achse einer Balkenwaage, die den in der Markthalle unzählige Male pro Tag stattfindenden Wiegevorgang darstellt. Als Waage Iustitias gedeutet, symbolisiert sie das gerechte, staatlich kontrollierte Wiegen in den Markthallen. Obst in Form von Trauben, Äpfeln und Birnen in den Waagschalen, zeigen angebotene Waren der Markthalle. Im linken Medaillon findet sich mit dem geflügelten Helm des Hermes ein zweites allgemeines Symbol für Handel und Wirtschaft. Der Dreizack des Poseidon, gekreuzt mit einem Schlächterbeil, von den Zacken des Dreizacks hängende Fische und Krebse, die Blumen und das am Schlächterbeil hängende Gemüsebündel erzählen von den weiteren Marktangeboten und ihrer Herkunft.
Je drei aneinander gereihte große Rundbögen gestalten das Erdgeschoss im linken und rechten Flügel. Der sparsame bauplastische Schmuck beschränkt sich auf die Kapitelle und Rosetten zwischen den Bögen. Das gesamte Erdgeschoss ist über dem 30 Zentimeter hohen Granitsockel mit Warthauer Sandstein verblendet.
Die mit Rosetten verzierten Terrakottarahmungen der Segmentbogenfenster im ersten und zweiten Obergeschoss und ihre mit einem Kyma profilierten Verdachungen sind im gleichen hellgelben Farbton wie die gesamte Fassade. Der in beiden Geschossen auf Sturzhöhe der Segmentbogenfenster durchlaufende Mäanderfries hebt sich dagegen mit seinem hellen Rot wirkungsvoll ab und betont die Horizontale. Die großen Terrakottaplatten zwischen den Fenstern des Mittelrisalits im ersten und zweiten Obergeschoss zeigen Rank- und Blattmuster in Renaissanceformen. Im ersten Obergeschoss halten weibliche Figuren vor diesem Hintergrund Tafeln mit den Jahreszahlen 1884 und 1886 – Beginn und Ende der Bauzeit.
Ein hellroter Blatt- und Rosettenfries unter dem Fenstergesims trennt das zweite und dritte Obergeschoss. An die Stelle der Segmentbogenfenster in den unteren Geschossen treten in den seitlichen Flügeln zwei gekuppelte, kleinere Segmentbogenfenster. An den Ecken des Mittelrisalits prangen als Hoheitszeichen links das Wappen Berlins mit dem Berliner Bären und rechts das Wappen Preußens mit dem Adler. Aufgesetzte Terrakottaplatten mit Ranken- und Blattornamenten zwischen den Fenstern des Mittelrisalits sowie an den Enden der Flügel fassen die Fenster des dritten Geschosses zu einem Band zusammen. Ein von Konsolen getragener, vorkragender Rundbogenfries leitet über zum Dachgesims, das nach einem Zahnschnitt die Fassade mit der Akanthus verzierten Rinnleiste und den Antefixen in Form von Palmetten nach oben abschließt. Das sehr flach geneigte Satteldach ist von der Straße her nicht zu erkennen.

### Vordergebäude an der Mauerstraße 82

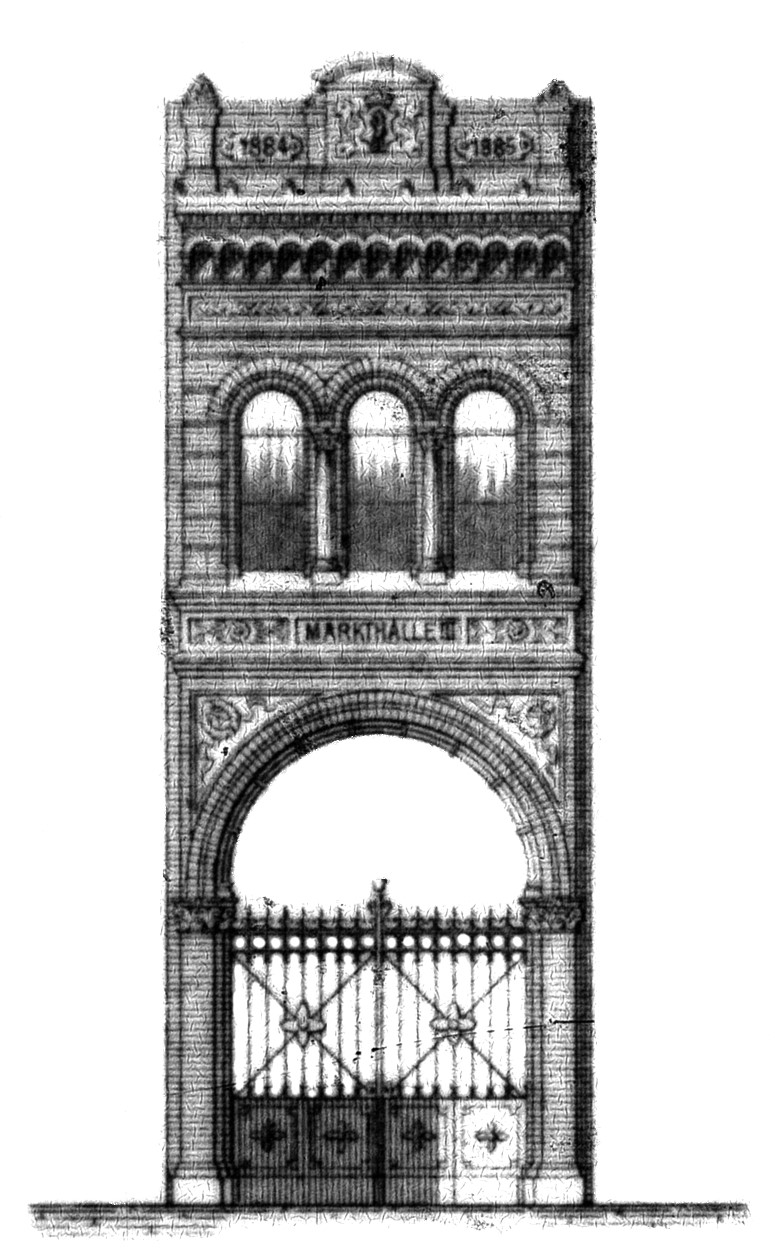
Fassade an der Mauerstraße 82

Die geringe Breite von 5,13 Metern an der Mauerstraße war gerade noch ausreichend für die anzulegende Durchfahrt. So dominierte die 3,6 Meter breite und 6,0 Meter hohe, am Anfang und am Ende mit Tonnengewölben und dazwischen mit gotisch anmutenden Kreuzrippengewölben überdeckte Durchfahrt das Erdgeschoss des zweigeschossigen Baus. Die farbliche Gestaltung mit hellgelben und hellroten Klinkern und Formsteinen sowie blaugrün glasierten Ziegeln entsprach der Durchfahrt an der Zimmerstraße. Für die Leitung des Wagenverkehrs sorgten Fahrrinnen aus Granit. In der hinteren Gurtbogenöffnung des Vordergebäudes war die Eisen-Glas-Konstruktion des 3,6 Meter breiten und 3,4 Meter hohen zweiflügeligen Tores eingelassen. Damit das große Tor nicht die ganze Marktöffnungszeit offen gehalten werden musste, war in jedem Torflügel zusätzlich je eine 1,0 Meter breite und 2,18 Meter hohe Tür für die Fußgänger eingelassen.
Die restliche Fläche des Erdgeschosses des Vorderbaus teilten sich zwei schmale, durch Wellblechjalousien verschließbare Verkaufsstände und das Treppenhaus, das zur kleinen Dienstwohnung im Obergeschoss führte. Im hinteren Teil des Grundstücks nahm die als überdeckte Halle fortgesetzte Durchfahrt ungefähr die Hälfte des Grundstücks ein. Ein gegen die Mittellinie des Grundstücks geneigtes Pultdach bedeckte die Durchfahrt. Zahlreiche eingelassene Oberlichter erhellten die Durchfahrt bei Tag. Bei Dunkelheit ließ sich die Durchfahrt durch zwei Bogenlampen von je neun Ampere beleuchten. Auf der anderen Hälfte schloss sich nach dem Vorderhaus ein Licht- und Wirtschaftshof an, gefolgt von drei, von der Durchfahrt her zugängliche Räume für die Verwaltung der Markthalle. An der Markthallenwand und nur von der Markthalle her zugänglich, lagen weitere Abortanlagen. Ein gegen die Durchfahrt geneigtes Pultdach mit Oberlichtern bedeckte diese Bauten.
Das Rundbogenportal, verschließbar durch ein reich geschmücktes zweiflügeliges Gittertor, prägte die mit hellroten und hellgelben Klinkern, Formsteinen und Terrakotten verblendete Fassade. Mit Bändern verflochtene Lorbeerkränze schmückten die Zwickel des mit gebündelten Rundstäben verzierten Rundbogens. Unterhalb des Fenstergesimses des Obergeschosses verkündete eine Terrakottaplatte mit der Inschrift Markthalle III die Bestimmung des Gebäudes. Drei gekoppelte, durch Säulen getrennte Rundbogenfenster erhellten das einzige Zimmer der Dienstwohnung gegen die Straße. Vier hellgelbe Klinkerschichten wechselten in diesem Bereich mit einer hellroten Schicht. Nach einem Fries aus Terrakottaplatten folgte das von Konsolen getragene vorkragende Gesims mit einem Rundbogenfries.
Die mit einem Segmentbogen und zwei Palmetten bekrönte Attika verwies in der Mittelachse auf einer Terrakottatafel mit dem Wappen Berlins auf die Bauherrin. Zwei weitere Tafeln zeigten rechts mit 1884 und links mit 1885 Beginn und Ende der Bauzeit. Die falsche Angabe 1885 statt 1886 könnte mit dem Konflikt zwischen Magistrat und Polizeipräsidium zusammenhängen, der zu einer Verzögerung von einem halben Jahr geführt hatte. Vermutlich waren die Terrakotten bereits hergestellt und eine nachträgliche Änderung zu kostspielig. Eine andere Erklärung besteht darin, dass nur die Pläne nicht nachgeführt wurden.

### Markthallenarchitektur

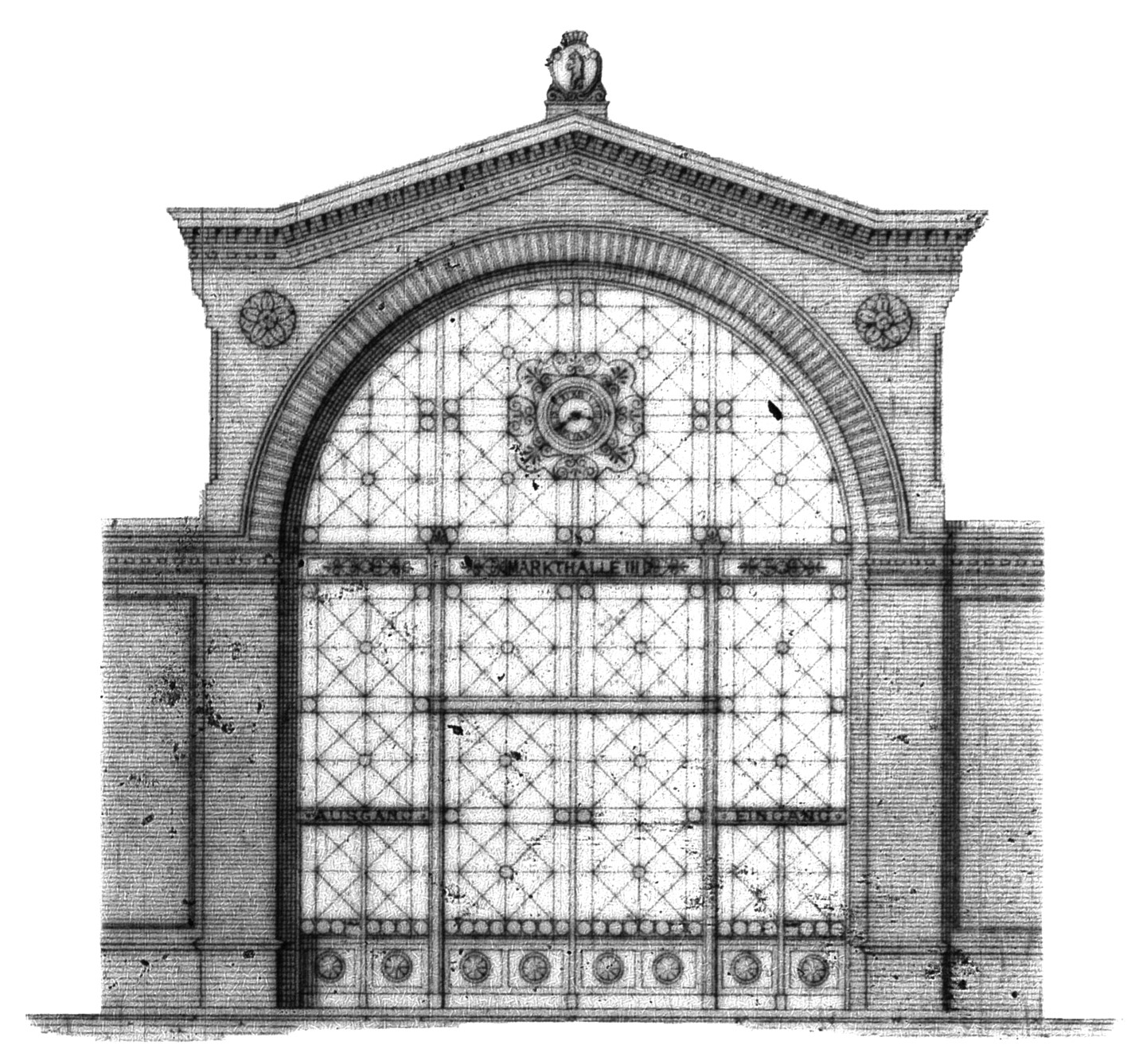
Portal im Hof an der Zimmerstraße

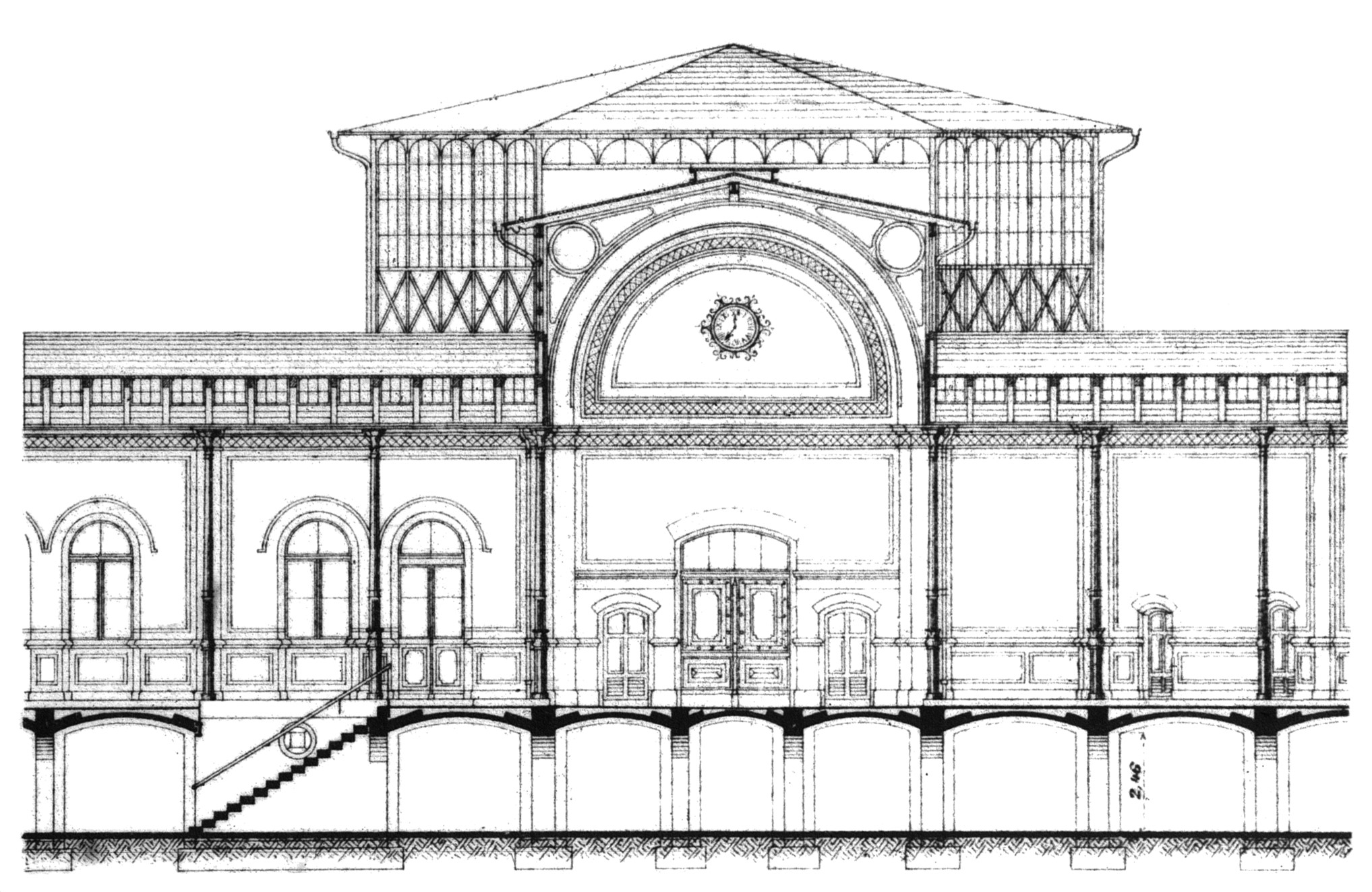
Schnitt durch die Halle mit achteckigem Raum und der Laterne am Ende der Markthalle

Die eigentliche Markthalle trat nach außen nur am nördlichen Ende des Hofes des Sparkassengebäudes als Schildwand des Mittelschiffes durch ein 8,5 Meter breites und 11,6 Meter hohes Rundbogenportal in Erscheinung. Eine Eisen-Glas-Konstruktion verschloss die Halle gegen den Hof. In der Mittelachse war ein zweiflügeliges Tor von 4,0 Meter Breite und 4,5 Meter Höhe, überschrieben mit Markthalle III, eingelassen. Dieses Tor war nur in den frühen Morgenstunden vor dem Marktbetrieb und dann wieder nach dem Marktbetrieb geöffnet. Die Kunden betraten die Halle durch die zwei seitlichen 2 Meter breiten und 2,8 Meter hohen Eingangstüren, die mit Eingang und Ausgang überschrieben waren. Zur Vermeidung von Zug wurden nachträglich für diese Türen Windfänge eingebaut. Die elektrische Uhr, mit einem von innen und von außen sichtbaren Zifferblatt in der Mitte des Bogens, hatte ein Gegenstück an der gegenüberliegenden inneren Hallenwand. Die Fassade aus hellgelben und hellroten Klinkern schmückten einige Formsteine und zwei Rosetten neben dem Rundbogen. Ein Akroter auf dem Giebel zeigte einmal mehr das Wappen Berlins als Hoheitszeichen.
Umgeben von der südlichen Hallenwand und den Seitenflügeln des Vorderhauses an der Zimmerstraße befanden sich auf Kellerniveau zwei 6,6 Meter breite Lichthöfe, die auch zur Belüftung des Kellers dienten. Zwei niedrige, eingeschossige Bauten an der westlichen und östlichen Grundstücksgrenze mit Abortanlagen für Frauen und Männer schlossen sich an.
In Fortsetzung der Mittelachse des Sparkassengebäudes lag das neun Meter breite und rund elf Meter hohe Hauptschiff der Markthalle, das die niedrigeren Seitenschiffe überragte. Am Ende der Halle wurde das Mittelschiff im Schnittpunkt mit der Durchfahrt von der Mauerstraße durch eine Laterne in Form eines unregelmäßigen Achtecks mit einem Durchmesser von 16,6 Meter bekrönt. Dieser achteckige Raum überragte mit seinem Zeltdach selbst das Hauptschiff der Markthalle und sorgte mit seiner umlaufenden Fensterwand von ungefähr 3 Meter Höhe für genügend Licht im hinteren Teil der Markthalle. Zehn 6 Meter hohe gusseiserne Säulen im Abstand von 6 Metern trugen auf beiden Seiten das Mittelschiff. Auf ihnen wurden viereckige, 4,5 Meter hohe Eisenpfosten eingesetzt, zwischen denen die schmiedeeisernen Bogenbinder des Mittelschiffes eingespannt waren, deren Obergurte der flachen Neigung des Satteldachs folgten, während die Untergurte als Rundbögen ausgebildet waren. Die Versteifungsringe von 1,0 Meter Durchmesser in den Bogenzwickeln dienten der statischen Aussteifung dieser Trägerkonstruktion. Als Pfetten zwischen diesen Bogenbindern befestigte I-Profil-Eisen trugen die Holzsparren des Satteldaches. In Höhe der Bogenbinder trat das Mittelschiff gegen außen als 2,4 Meter hohe Fensterwand in Erscheinung. Kippflügel, gelochte Bleche und Glasjalousien dienten der Lüftung.
Je drei 7,6 Meter breite Seitenschiffe begleiteten links und rechts das Mittelschiff. 6 Meter hohe Gusseisensäulen und 1,84 Meter lange Zungenmauern an den Außenmauern trugen die für die Beleuchtung und Belüftung günstigen Sheddächer. Die Außenwände im Innern der Markthalle gestaltete Blankenstein wiederum mit den bereits von den Durchfahrten bekannten hellgelben und hellroten Klinkern und glasierten Ziegeln. Über einem 31 Zentimeter hohen Granitsockel folgten im unteren Viertel der Wand hellrote Verblendersteine. Die oberen, hellgelb verblendeten Wandflächen trennte ein mit hellroten Formsteinen ausgeführtes Gesims. Das Mittelschiff mit der Durchfahrt war mit sechs Zentimeter starken Eisenklinkern gepflastert, die Gänge und Inseln mit den Marktständen mit rutschfesten, gerippten Sinzinger Fliesen.
Bei Dunkelheit erleuchteten vier lichtstarke Bogenlampen von 15 Ampere im Abstand von 18 Metern im Hauptschiff und 22 schwächere Bogenlampen von 6 Ampere in den Seitenschiffen die Markthalle. Die dazu erforderliche Elektrizität lieferte ein mit Gas betriebener elektrischer Generator von 30 PS Leistung im Keller. Nachdem die Berliner Elektrizitätswerke 1889 unmittelbar an der Nordgrenze der Parzelle, an der Mauerstraße 80, ihre Zentralstation II errichtet hatten, schloss sich die Markthalle an das öffentliche Elektrizitätsnetz an.
Die Markthalle verfügte zum Zeitpunkt der Eröffnung über eine nutzbare Grundfläche von 3233 Quadratmetern mit 353 fest eingerichteten Ständen. Sieben Stände boten Seefische und Krebse und bei elf Verkaufsständen schwammen lebende Flussfische in den insgesamt 32 Becken mit Frischwasser. An 173 Verkaufsständen konnten sich die Hausfrauen mit Butter, Käse und Gemüse eindecken, 24 Stände versorgten mit Mehl, Brot und Vorkost (Vorspeisen) und beachtliche 138 Stände verkauften Fleisch und Wild. 170 Quadratmeter der Halle war ohne feste Standeinrichtung für den Handel mit Holz vorgesehen und direkt daneben ließen sich mit Vögeln und Blumen auch nicht unmittelbar dem täglichen Bedarf zuzurechnende Bedürfnisse abdecken. In den ausgedehnten Kelleranlagen der Markthalle, die sich unter der ganzen Halle hinzogen, stand ausreichend Platz zur Lagerung nicht unmittelbar verkaufter Waren zur Verfügung. Drei Treppen an den Wänden, zwei Treppen im Halleninnern und ein Lift verbanden den Keller mit der Halle.
Auf dem 16,33 Meter tiefen Streifen zwischen der nördlichen Hallenwand und der Grundstücksgrenze, wurde eine Speisewirtschaft mit einem eigenen Wirtschaftshof eingerichtet. Das zweigeschossige, L-förmige Gebäude enthielt im Erdgeschoss die Küche, den Gastraum der Speisewirtschaft und die eigenen Abortanlagen. Der von der Halle her zugängliche Aufenthaltsraum für die Markthallenarbeiter gehörte zur Infrastruktur der Halle. Ein Lichtgraben entlang des Gebäudes ließ etwas Licht in den Keller der Markthalle gelangen. Im Obergeschoss wohnte der Wirt, die Schlafräume seiner Angestellten lagen auf dem Dachboden. Die Spülküche der Speisewirtschaft in einem eingeschossigen, als Eisenfachwerk ausgeführten Anbau, stieß an den Wirtschaftshof. Auf Verlangen der Baupolizei erhielt der Wirtschaftshof eine eigene Durchfahrt, die entlang der östlichen Grundstücksgrenze gelegt wurde. Durch diese Durchfahrt und einen durch eine Gitterwand abtrennbaren Verbindungsgang im achteckigen Raum am Ende der Markthalle gelangten die Gäste über einen Nebeneingang neben den Aborten in die Speisewirtschaft, wenn die Markthalle geschlossen war.

## Nutzung nach Schließung der Halle

### Umbau zum Berliner Konzerthaus Clou

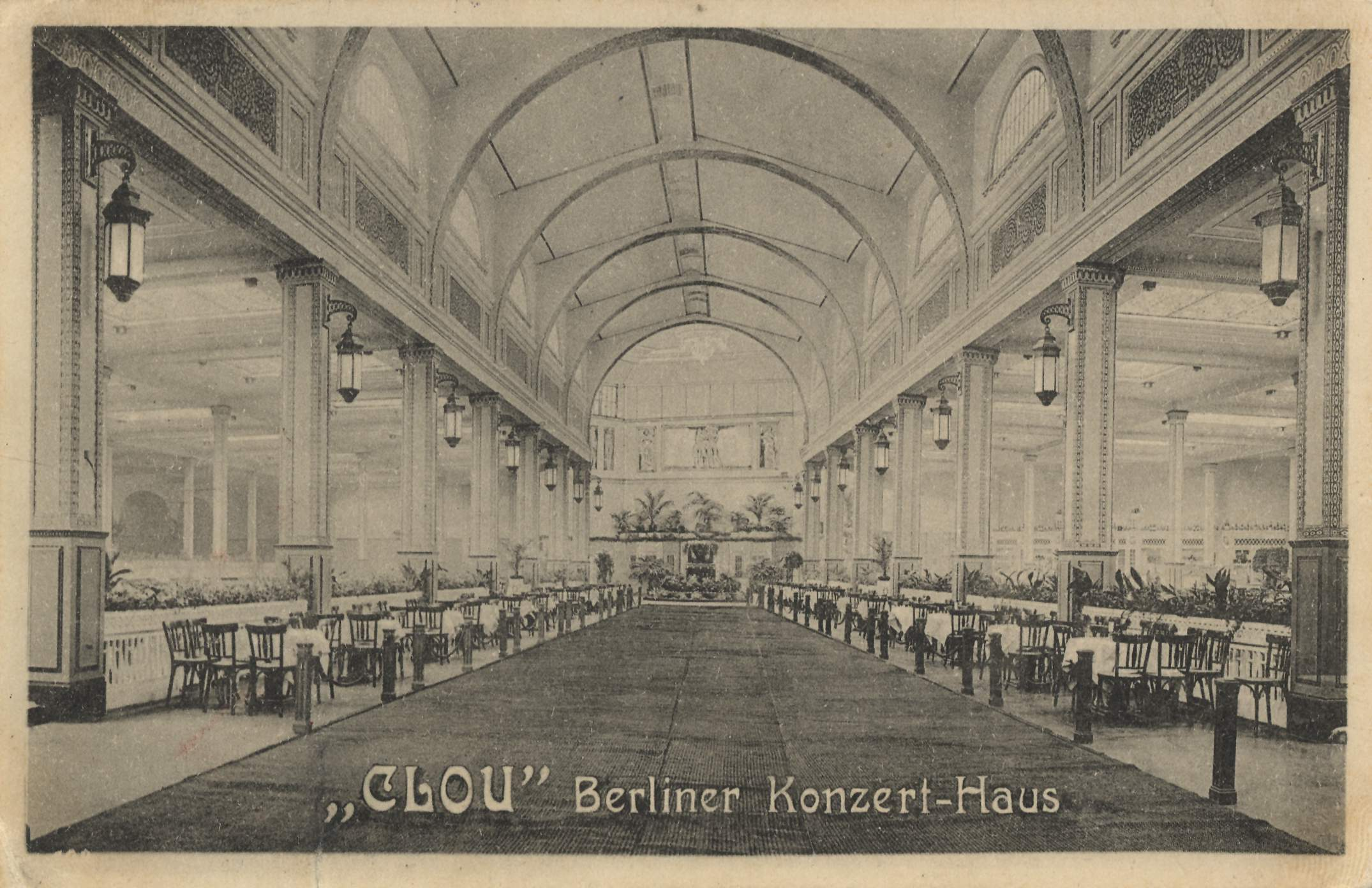
Innenansicht des Konzerthauses Clou um 1911

Die Friedrichstadt entwickelte sich nach dem Bau der Markthalle durch den Abbruch von Wohnbauten und Neubau von Geschäftsbauten von einem Wohn- zu einem Geschäftsviertel. Wie bereits dargestellt ließ der Senat von Berlin die Markthalle III 1910 schließen. Das Gastronomieunternehmen Hoffmann & Retschlag pachtete die Einrichtung im April 1910 für 15 Jahre. Das Vordergebäude an der Zimmerstraße blieb in städtischer Nutzung durch die Sparkassenfiliale.
Im Jahr 1910 passte der Architekt Johannes Kraaz die Markthalle den Bedürfnissen des Vergnügungslokales an. Die durch Zungenmauern abgetrennten ehemaligen Verkaufsstände für Fisch und Fleisch entlang der Längswände verwandelte er in Rundbogennischen mit Kassettendecken, die runden Gusseisensäulen verschwanden hinter einer rechteckigen Ummantelung. Eine untergezogene Decke in den Seitenschiffen verbarg die Sheddächer. Das ehemalige Hauptschiff verwandelte sich in eine breite Mittelpromenade, die in Richtung Mauerstraße in einem großen kuppelgewölbten Raum unter der ehemaligen achteckigen Laterne der Markthalle endete. In seiner Mitte plätscherte als Attraktion ein Springbrunnen mit erleuchteter Fontäne. Die Estrade über den Eingängen zur Zimmerstraße bot mit ihren 140 Quadratmetern Raum auch für die größten Orchester. Mit 4000 Quadratmetern Fläche und 3000 Sitzplätzen entstand damit das seinerzeit größte Vergnügungslokal Berlins. In die ausgedehnten Keller der ehemaligen Markthalle zog das Weinlager der Weingroßhandlung von Hoffmann & Retschlag.
Maßgeblich an der Umgestaltung zum Konzerthaus war der Maler Albert Maennchen (1873–1935) beteiligt, ein Berliner Spezialist für dekorative und monumentale Malerei, der sich in den Jahren zuvor einen Namen u. a. auf dem Gebiet der künstlerischen Gestaltung von Ausstellungsarchitektur gemacht hatte. Maennchen entwarf ein figürliches Bildprogramm für den Kuppelraum des Clou, bestehend aus einem Triptychon mit Amor als Weltregenten und sechs Bildfeldern mit einzelnen stehenden Figuren. Die Wand-, Pfeiler- und Deckenflächen der Schiffe und Nischen hingegen wurden in einer fein abgestimmten Farbgestaltung mit Ornamentfeldern, Farbflächen und linearen Ornamenten bemalt. In der Eröffnungsphase des Konzerthauses entwarf Maennchen auch die Werbegrafik für das Konzerthaus, einschließlich des Clou-Logos mit der bärenreitenden Muse, das auf Reklamekarten und -Marken, als Plakatmotiv und in der Pressewerbung Verwendung fand. Das Konzerthaus Clou war der größte einheitlich gestaltete Innenraum des späten Jugendstils. Bei der ersten größeren Veränderung des Clou im Jahr 1913 ersetzte Maennchen das Triptychon durch ein großes Gemälde mit einer durch die freie Natur schreitenden Figurengruppe.
Ein Berlin-Reiseführer schrieb im Jahr 1912:

„Clou, ein Riesenlokal, eine ehemalige Markthalle. Eingänge Mauerstr. 82 und Zimmerstr. 90/91. Ein Lokal, in dem sich nachm. zum ‚Promenadenkonzert‘ (freier Eintritt) das kleinbürgerliche Berlin mit Strickstrumpf und Häkelarbeit versammelt. Im großen Mittelgang ist der Korso der jungen Welt. Abends ebenfalls viel Familienpublikum, doch schon gemischter. Nachm. bis 7 Uhr spielt meist eine Militärkapelle, abends eine Kostümkapelle wie Tegernseer, Zigeuner usw. Eintritt nach 7 Uhr 50 Pf. Bier und Speisen zu billigen Preisen.“

Die Funktion des Hauses ist mit Berliner Konzerthaus nur teilweise beschrieben. Neben Konzertveranstaltungen fanden auch politische Veranstaltungen statt. So hielt am 1. Mai 1927 Adolf Hitler in einer Mitgliederversammlung der NSDAP seine erste Rede in Berlin. Die Versammlung war nicht öffentlich, da 1925 in Preußen gegen ihn ein Redeverbot erlassen wurde.

### Umbau und Verkauf des Grundstücks Ende der 1930er Jahre
Ein erneuter Umbau 1934 passte das Lokal dem gewandelten Zeitgeschmack an. Bei der Umgestaltung im sachlich-modernen Stil verschwanden die bisher im Mittelschiff noch sichtbaren Binderkonstruktionen der Markthalle unter der auf der gleichen Höhe wie die Seitenschiffe abgehängten Decke. Die neuen, rund ummantelten Säulen wurden wie die Wände mit horizontalen Streifen bemalt und indirekt beleuchtet, wodurch die Decke mit den eingelassenen farbigen Glasoberlichtern beinahe zu schweben schien. Mit dem Umbau wechselte das Programm. Schwerpunkt bildeten nun Tanztees und Bälle, für die eine Tanzfläche von 400 m² zur Verfügung stand. Oft begleitete ein artistisches Rahmenprogramm die Veranstaltungen mit den Titeln wie Revue der Weine oder Ein Abend am Rhein.
Ende der 1930er Jahre teilte die Stadt Berlin das Grundstück und verkaufte die ehemalige Markthalle und das Vorderhaus an der Mauerstraße dem bisherigen Pächter Hoffmann & Retschlag. Das Vorderhaus an der Zimmerstraße kam in den Besitz des Zentralverlages der NSDAP, der Franz Eher Nachfolger GmbH. Hier und in den ebenfalls erworbenen Nachbarhäusern Zimmerstraße 87–89 richtete der Verlag seine Berliner Niederlassung ein. Die Redakteure zogen in das ehemalige Sparkassengebäude und betreuten neben anderen Propaganda-Zeitschriften der Partei, wie Das Schwarze Korps oder Der Angriff, die Berliner Ausgabe des Völkischen Beobachters. Die Druckmaschinen standen in den Nachbarhäusern Zimmerstraße 87–89. Auf ihnen wurde nach dem Krieg das SED-Parteiorgan Neues Deutschland gedruckt.
Das kriegsbedingt bereits geschlossene Konzerthaus diente 1943 als eines der Sammellager bei der Fabrikaktion, der Verhaftung der bis dahin von der Deportation verschonten letzten Juden, die bis zum 27. Februar 1943 noch in Berliner Rüstungsbetrieben zwangsbeschäftigt waren. Dabei kam es vereinzelt zu Übergriffen.

### Nachkriegszeit und Gegenwart

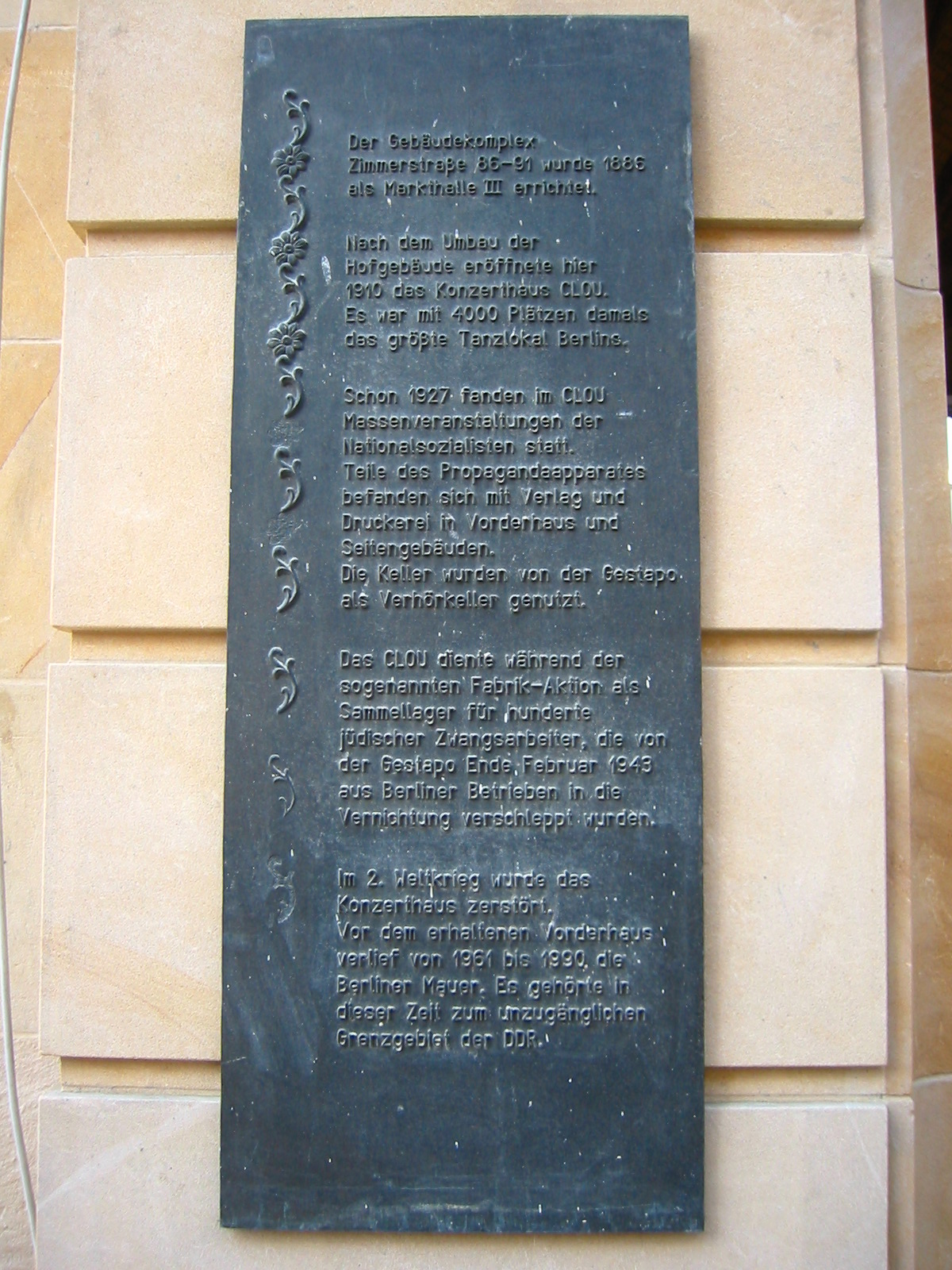
Gedenktafel am Vordergebäude

Gegen Ende des Zweiten Weltkriegs zerstörten Fliegerbomben die Anlagen der ehemaligen Markthalle bis auf das Vordergebäude und dessen westlichen Seitenflügel an der Zimmerstraße. Nach dem Bau der Berliner Mauer 1961 unmittelbar vor dem Haus stand es bis 1989 im nicht zugängigen Grenzbezirk. Im Gebäude wurden noch bis 1992 Maschinen produziert.
Eine 2001 angebrachte Gedenktafel informiert über die Geschichte des Hauses. Eine Mitte 2006 abgeschlossene Sanierung führten zu neuem Glanz der Straßen- und rückwärtigen Fassade sowie der Durchfahrt. Im Gebäude sind im 21. Jahrhundert vor allem Kunstgalerien eingemietet. Von Januar 2011 bis November 2014 befand sich im Erdgeschoss die Dauerausstellung STASI zur Geschichte der DDR-Staatssicherheit. Seit Oktober 2015 hat ein Live Escape Game die Räumlichkeiten bezogen.